# NGC 2512
NGC 2512 (również PGC 22596 lub UGC 4191) – galaktyka spiralna z poprzeczką (SBb), znajdująca się w gwiazdozbiorze Raka. Odkrył ją William Herschel 10 lutego 1787 roku.